# Rhynchospora elegantula
Rhynchospora elegantula är en halvgräsart som beskrevs av Paul Jean Baptiste Maury. Rhynchospora elegantula ingår i släktet småag, och familjen halvgräs. Inga underarter finns listade i Catalogue of Life.